# Верољуб Јефтић
Верољуб Јефтић (Деспотовац, 15. март 1979) српски је позоришни, филмски и телевизијски глумац.

## Биографија
Своју прву улогу остварио је у серији Чизмаши из 2015. Телевизијској публици најпознатији је по улози Пандура из серије Корени, а глумио је и у серијама Војна академија, Пси лају, ветар носи, Ургентни центар, Слатке муке, Српски јунаци средњег века, Време зла,  Тајна винове лозе као и у првом интерактивном играном филму Одлука. У серијалу Иза решетака,у епизоди "Поп Кајевић" 2019. играо је главну улогу.
У споту немачког бенда "Blind Guardian's Twilight Orchestra - War Feeds War" као витез Темплар, играо је носећу улогу.
Поред глуме бави се и позоришном режијом.

## Филмографија
| Год.  | Назив                                  | Улога                   |
| ----- | -------------------------------------- | ----------------------- |
| 2015. | Чизмаши                                | конобар у Окну          |
| 2017. | Досије                                 | италијански мафијаш     |
| 2017. | Пси лају, ветар носи                   | конобар у хотелу        |
| 2017. | Корени                                 | Пандур                  |
| 2018. | Војна академија (ТВ серија) (сезона 4) | официр рачунач          |
| 2018. | Ургентни центар                        | Аца адвокат             |
| 2019. | Иза решетака                           | Поп Кајевић             |
| 2019. | Слатке муке                            | Судија                  |
| 2020. | Српски јунаци средњег века             | Главни свештеник        |
| 2020. | Југословенка (теленовела)              | Пуковник Милан Дуњић    |
| 2021. | Време зла (ТВ серија)                  | Четник                  |
| 2021. | Одлука                                 | Милош Лакић ТВ репортер |
| 2022. | Тајне винове лозе (2. сезона)          | Дистрибутер Ђорђе       |
| 2022. | Звона Нотр Дама                        | Свети Ђорђе             |
|       | Немањићи - Свето краљевство            | Цар Јован VI Кантакузин |
|       | Ургентни центар (сезона 4)             | Јаков Цекић             |

## Позориште
| Кир Јања               |
| Кад су кокошке рикале  |
| Весели викенд          |
| Балкански шпијун       |
| Нећу кући              |
| Сумњиво лице           |
| Стефан Немања          |
| Појава постаје масовна |
| Малограђанска свадба   |